# Astragalus hyalolepis
Astragalus hyalolepis är en ärtväxtart som beskrevs av Aleksandr Andrejevitj Bunge. Astragalus hyalolepis ingår i släktet vedlar, och familjen ärtväxter. Inga underarter finns listade i Catalogue of Life.